# Steve Kuclo
Steve Kuclo (ur. 15 sierpnia 1985 w Detroit w stanie Michigan) – amerykański kulturysta zawodowy, na co dzień pracujący jako strażak oraz sanitariusz.

## Życiorys
Jest pochodzenia polsko-włosko-ukraińskiego. Dorastał w St. Clair Shores, małej miejscowości w Michigan; jako nastolatek interesował się baseballem, futbolem amerykańskim i hokejem. Przez dwa lata studiował na University of Michigan.
Debiutował jako kulturysta w 2004, startując w zawodach National Physique Committee (NPC; związku, do którego należy) Capital City Classic. Uplasował się wtedy pierwszy w rankingu nastoletnich zawodników oraz trzeci w generalnym rankingu zawodników kategorii wagowej ciężkiej. Podobnie tego roku zajął pierwsze miejsce wśród nastolatków oraz czwartą lokatę wśród zawodników wagi ciężkiej na NPC Michigan Bodybuilding State Championships. W 2005 zwyciężył stanowe mistrzostwa kulturystyki nastolatków. Dwa lata później startował w krajowych zawodach NPC North American Championships jako zawodnik o wadze superciężkiej; objął pozycję ósmą. W 2008 i 2010 w tym samych zawodach był trzeci, a w 2011 zajął pierwsze miejsce na podium. W tym roku wydał film treningowy The Future Of Bodybuilding.
Mieszka w Plano w stanie Teksas, wraz z żoną Amy Peters, sportsmenką przynależną do IFBB, którą poślubił w sierpniu 2009. Pracuje jako ratownik medyczny i strażak w Dallas.

## Osiągnięcia
- 2004 NPC Capital City Classic 1 miejsce w juniorach, 3 miejsce Men's Heavyweight
- 2004 NPC Michigan Bodybuilding State Championships 1 miejsce w juniorach, Teen Overall, 4 miejsce Men's Heavyweight
- 2004 NPC Teen Nationals 1 miejsce
- 2005 NPC Collegiate Nationals HeavyWeight, 3 miejsce
- 2005 NPC Michigan Championships Teen, 1 miejsce
- 2005 NPC Michigan Championships HeavyWeight, 5 miejsce
- 2005 Teen Nationals HeavyWeight, 1 miejsce
- 2007 North American Championships Super-HeavyWeight, 8 miejsce
- 2008 NPC Nationals Super-HeavyWeight, 3 miejsce
- 2009 NPC Nationals Super-HeavyWeight, 1 miejsce
- 2010 NPC Nationals Super-HeavyWeight, 3 miejsce
- 2010 NPC USA Championships Super-HeavyWeight, 6 miejsce
- 2013 Dallas Europa Super Show Men's Open, 1 miejsce
- 2013 Mr. Olympia, 14 miejsce
- 2014 Arnold Classic Brazil, 1 miejsce
- 2014 Finland Pro, 2 miejsce
- 2014 San Marino Pro, 7 miejsce
- 2014 EVLS Prague Pro, 5 miejsce
- 2014 Dubai Open, 4 miejsce
- 2014 Mr. Olympia, 9 miejsce
- 2015 Wing of Strength, Texas Pro 2 miejsce
- 2015 Mr. Olympia, 16 miejsce